# Clinocarinispa bisbicarinata
Clinocarinispa bisbicarinata is een keversoort uit de familie bladkevers (Chrysomelidae). De wetenschappelijke naam van de soort werd in 1935 gepubliceerd door Uhmann.